# Rerik
Rerik, indtil 1938 Alt Gaarz, officielt Ostseebad Rerik, ligger i den nordvestlige del af Landkreis Rostock i Mecklenburg-Vorpommern. Rerik bliver sammen med fem andre kommuner forvaltet af Amt Neubukow-Salzhaff i Neubukow
Rerik ligger i den nordøstlige ende af Salzhaff, en del af Wismar Bugt mellem fastlandet og halvøen Wustrow. Byen ligger omkring 35 kilometer vest for Rostock og 35 kilometer nordøst for Wismar. Mod øst ligger den skovklædte højderyg Kühlung. Til byområdet hører også den syd for Wustrow beliggende 61 hektar store ubeboede ø Kieler Ort.

## Historie
Rerik hed tidligere Ol Gartz'. Navnet er af slavisk oprindelse og betyder "gammel borg". I det 9. til det 12. århundrede var der kun en slavisk befæstet bosættelse, en Gord på den tyske østersøkyst i Kap Arkona. Den beskyttede placering bag halvøen Wustrow sørgede for en tidlig bosættelse af stedet.
Alt Gaarz blev første gang nævnt den 18. oktober 1230. Borgen blev sandsynligvis ødelagt af en stormflod. Allerede i middelalderen var Gaarz en velstående landsby med flere gårde, hvor fiskeri og søfart blev drevet ved siden af landbruget.
Omkring 1900 begyndte badeturismen i Alt Gaarz; I 1926 fik byen navnet "Ostseebad Alt Gaarz" (indtil 1938).
Under den nationalsocialistiske æra skulle den slaviske fortid glemmes, og med tildelingen af kommunale rettigheder den 1. april 1938 blev byen Alt Gaarz omdøbt til Rerik efter den tidligere vikingebosættelse Reric, som man antog at lå her. Arkæologisk forskning i 1990'erne har vist, at den legendariske slaviske- vikingehandelsplads Reric lå omkring 19 km syd-sydvest for Rerik ved Østersøen nær Groß Strömkendorf, en landsby i kommunen Blowatz.
Halvøen Wustrow blev solgt til Reichswehr den 17. februar 1933 og Tysklands største luftværnstilleriskole blev oprettet. I 1943 var faciliteterne mål for et luftangreb på grund af deres militære betydning, som krævede adskillige menneskeliv og forårsagede store ødelæggelser.
Fra 1949 til til 1993 blev kasernen på Wustrow benyttet af den sovjetiske hær. Området er stadig lukket for offentligheden på grund af ammunitionsrester.
Efter 1945 blev der i DDR opført, firmaferiehuse, feriehuse og campingpladser. I 1963 rummede Rerik omkring 16.000 feriegæster.
Siden 1991 er den historiske bykerne blevet grundlæggende renoveret, og bybilledet er blevet væsentligt opgraderet med nye turstfaciliteter. Rerik har været en statsgodkendt badeby siden 1996.